# 엉클 그랜파의 에피소드 목록
다음은 카툰 네트워크에서 방송되고 있는 미국의 텔레비전 애니메이션 《엉클 그랜파》의 방영 목록이다.

## 시리즈 개요
| 시즌 | 시즌   | 회수 | 방송 날짜        | 방송 날짜        |
| 시즌 | 시즌   | 회수 | 시즌 시작        | 시즌 종료        |
| ---- | ------ | ---- | ---------------- | ---------------- |
|      | 파일럿 | 3    | 2008년           | 2012년 3월 15일  |
|      | 1      | 52   | 2013년 9월 2일   | 2015년 2월 26일  |
|      | 2      | 26   | 2015년 3월 5일   | 2015년 12월 15일 |
|      | 3      | 26   | 2015년 12월 16일 | 2016년 7월 1일   |
|      | 4      | 26   | 2016년 7월 1일   | 2016년 12월 15일 |
|      | 5      | 26   | 2016년 12월 16일 | 2017년 6월 30일  |
|      | 단편   | 8    | 2015년 7월 19일  | 2016년 10월 31일 |
|      | 특집   | 특집 | 2015년 4월 2일   | 2015년 4월 2일   |

## 에피소드

### 시즌 1
| 번호 | 제목                                                              | 각본 및 스토리보드                                         | 본 방송 날짜     | 대한민국 방송 날짜 | 제작 번호 | 미국 시청자 수 (100만) |
| --- | ----------------------------------------------------------------- | ---------------------------------------------------------- | ---------------- | ------------------ | --------- | ---------------------- |
| 1 | "똥배여, 영원하라!" "Belly Bros"                                  | 마크 체카렐리, 라이언 크레이머, 케이시 알렉산더            | 2013년 9월 2일   | 2014년 3월 31일    | 1019-001  | 2.614                  |
| 자신의 튀어나온 배 때문에 옷을 입지 못하는 소년 베니의 모습을 본 엉클 그랜파는 그를 도와주다가 늑대의 밤 셔츠 속으로 빠져 버리고, 뚱뚱한 뱃살이 가지고 있는 장점을 설명해 고민을 해결해 준다. 목소리 특별 출연: 베니 역의 재커리 고든 단편: "피자 스티브의 인생 이야기 - 모터사이클" |                                                                   |                                                            |                  |                    |           |                        |
| 2 | "호순이를 찾아서!" "Tiger Trails"                                 | 오디 해리슨, 케이시 알렉산더                               | 2013년 9월 2일   | 2014년 3월 31일    | 1019-004  | 2.614                  |
| 대빵 큰 진짜 나는 호순이가 마법사 대결에 나타나지 않자 엉클 그랜파와 친구들은 호순이의 자취를 통해 그녀를 찾아다닌다. 목소리 특별 출연: 칼렙 역의 조너선 애덤스와 사악한 마법사 역의 롭 스크랩                                                                                       |                                                                   |                                                            |                  |                    |           |                        |
| 3 | "황제는 아무나 하나" "Space Emperor"                              | 마이크 칠리안, 프레드 오스몬드, 케이시 알렉산더            | 2013년 9월 9일   | 2014년 3월 31일    | 1019-003  | 1.721                  |
| 4 | "웃긴 얼굴 파티" "Funny Face"                                     | 도미닉 비시냐노, Luke Brookshier, 오디 해리슨              | 2013년 9월 9일   | 2014년 3월 31일    | 1019-002  | 1.721                  |
| 엉클 그랜파가 만든 웃긴 표정을 한 얼굴을 본 그와 친구들은 너무 웃긴 나머지 생명에 위협을 느끼고, 유일한 자인 미스터 거스가 그들을 구해야 한다. 단편: "긍정 곰과 소심 핫도그의 모험 이야기 - 아이스크림"                                                                              |                                                                   |                                                            |                  |                    |           |                        |
| 5 | "수염 크림 소동" "Moustache Cream"                                | 라이언 크레이머, 마크 체카렐리                             | 2013년 9월 16일  | 2014년 4월 7일     | 1019-005  | 1.984                  |
| 엉클 그랜파와 친구들이 날뛰는 수염을 진정시키기 위해 허둥지둥 쫓는다. 단편: "엉클 그랜파의 전구 갈아끼우기" |                                                                   |                                                            |                  |                    |           |                        |
| 6 | "별명 짓기" "Nickname"                                            | Luke Brookshier, 도미닉 비시냐노                           | 2013년 9월 16일  | 2014년 4월 7일     | 1019-006  | 1.984                  |
| 엉클 그랜파는 에릭에게 별명을 지어 주기 위해 강도 높은 정원 일을 시킨다. 목소리 특별 출연: 스파게티 다리 역의 Jarid Root 단편: "미스터 거스의 브레이크댄스" |                                                                   |                                                            |                  |                    |           |                        |
| 7 | "운전면허 시험은 어려워" "Driver's Test"                          | 오디 해리슨                                                | 2013년 9월 23일  | 2014년 4월 14일    | 1019-008  | 1.583                  |
| 8 | "이상한 보모" "Uncle Grandpa Sitter"                              | 마크 체카렐리, 라이언 크레이머, 오디 해리슨                | 2013년 9월 30일  | 2014년 4월 14일    | 1019-009  | 1.348                  |
| 9 | "엉클 그랜파가 숙제를 먹었어요!" "Uncle Grandpa Ate My Homework!" | 도미닉 비시냐노, Luke Brookshier                           | 2013년 10월 7일  | 2014년 4월 21일    | 1019-010  | 1.29                   |
| 10 | "가짜 엉클 그랜파" "Uncle Grandpa for a Day"                      | 마이크 칠리안, 프레드 오스몬드, 케이시 알렉산더            | 2013년 10월 14일 | 2014년 4월 21일    | 1019-010  | 1.601                  |
| 11 | "어둠이 무서워요" "Afraid of the Dark"                            | 마이크 칠리안, 프레드 오스몬드                             | 2014년 10월 21일 | 2014년 4월 28일    | 1019-007  | 1.511                  |
| 12 | "이상한 보물 지도" "Treasure Map"                                 | 마이크 칠리안, 데이비드 제밀                               | 2013년 11월 5일  | 2014년 4월 28일    | 1019-015  | 정보 없음              |
| 13 | "캠핑카 문 열기" "Locked Out"                                     | Pete Browngardt, 라이언 크레이머                           | 2013년 11월 12일 | 2014년 5월 12일    | 1019-012  | 정보 없음              |
| 14 | "거스의 반바지" "Jorts"                                           | 라이언 크레이머, 마크 체카렐리, 프레드 오스몬드            | 2013년 11월 19일 | 2014년 5월 12일    | 1019-013  | 1.58                   |
| 자신의 예전 반바지를 입어 본 미스터 거스는 바지가 꽉 끼어 벗지 못한다. 캠핑카 밖에서 괴물에게 붙잡힌 친구들을 구해야 하는 미스터 거스는 친구들이 자신의 모습을 놀릴 거라 생각하고 바지를 벗기려 노력한다. 단편: "피자 스티브의 인생 이야기 - 피자 파티"                              |                                                                   |                                                            |                  |                    |           |                        |
| 15 | "게임의 대가, 피자 스티브" "Brain Game"                           | 앤디 곤살베스, 케이시 알렉산더                             | 2013년 11월 26일 | 2014년 5월 19일    | 1019-016  | 정보 없음              |
| 16 | "수상한 소리의 정체" "Mystery Noise"                              | Chris Reccardi                                             | 2013년 12월 3일  | 2014년 5월 19일    | 1019-020  | 정보 없음              |
| 17 | "잃어버린 공을 찾아서" "Charlie Burgers"                          | 마크 체카렐리, 라이언 크레이머                             | 2014년 1월 14일  | 2014년 5월 26일    | 1019-017  | 정보 없음              |
| 18 | "엉클 그랜파의 뉴스 쇼" "Uncle Grandpa Shorts"                    | 마이크 칠리안, 오디 해리슨, 앤디 곤살베스                  | 2014년 1월 21일  | 2014년 5월 26일    | 1019-014  | 정보 없음              |
| 19 | "로봇이 된 소년" "Perfect Kid"                                    | 데이비드 제밀, 마이크 칠리안                               | 2014년 1월 28일  | 2014년 6월 2일     | 1019-019  | 정보 없음              |
| 20 | "배우가 된 거스" "Big in Japan"                                   | Luke Brookshier, 도미닉 비시냐노, 앤디 곤살베스            | 2014년 2월 4일   | 2014년 6월 2일     | 1019-018  | 정보 없음              |
| 21 | "다리 레슬링" "Leg Wrestle"                                       | 마이크 칠리안, 데이비드 제밀                               | 2014년 2월 11일  | 2014년 6월 9일     | 1019-023  | 정보 없음              |
| 22 | "미래에서 온 경고" "Future Pizza"                                 | 데이비드 제밀, 케이시 알렉산더, 마이크 칠리안              | 2014년 2월 18일  | 2014년 6월 9일     | 1019-022  | 정보 없음              |
| 23 | "엉클 그랜파 단편 모음" "More Uncle Grandpa Shorts"               | 앤디 곤살베스, 데이비드 제밀                               | 2014년 2월 25일  | 2014년 6월 16일    | 1019-024  | 정보 없음              |
| 24 | "시청자 특집" "Viewer Special"                                    | 마크 체카렐리, 라이언 크레이머                             | 2014년 3월 4일   | 2014년 6월 16일    | 1019-025  | 1.000                  |
| 25 | "아이스크림의 힘" "Bad Morning"                                   | 마이크 칠리안, 닉 에드워즈                                 | 2014년 3월 11일  | 2014년 6월 23일    | 1019-026  | 1.349                  |
| 26 | "장난에 목숨 걸다!" "Prank Wars"                                  | 라이언 크레이머, 마크 체카렐리                             | 2014년 4월 1일   | 2014년 6월 23일    | 1019-021  | 1.734                  |
| 27 | "시간 여행" "1992 Called"                                         | 앤디 곤살베스, 닉 에드워즈                                 | 2014년 8월 21일  | 2014년 10월 22일   | 1019-029  | 1.65                   |
| 엉클 그랜파가 1992년으로 돌려줘야 하는 바지를 실수로 크리스토퍼 콜럼버스가 있는 1492년으로 보내 버린다. 바지를 되찾으러 1492년으로 간 엉클 그랜파와 피자 스티브가 인류 멸망을 막기 위해, 바지를 돌려주지 않는 콜럼버스를 시간수사대에 신고한다. 단편: "면도 시간"                    |                                                                   |                                                            |                  |                    |           |                        |
| 28 | "흔들린 우정" "Bezt Frends"                                       | 라이언 크레이머, 마크 체카렐리                             | 2014년 8월 21일  | 2014년 10월 15일   | 1019-027  | 1.65                   |
| 29 | "욕심은 금물!" "Food Truck"                                       | 마이크 칠리안, 데이비드 제밀                               | 2014년 8월 28일  | 2014년 11월 12일   | 추후 공개 | 1.50                   |
| 30 | "공포의 숨바꼭질" "Hide and Seek"                                 | 케이시 알렉산더                                            | 2014년 9월 4일   | 2014년 10월 29일   | 1019-030  | 1.859                  |
| 31 | "레슬링의 역사" "The History of Wrestling"                        | 오디 해리슨                                                | 2014년 9월 11일  | 2014년 11월 19일   | 1019-034  | 1.69                   |
| 32 | "병에 걸린 똥배 가방" "Sick Bag"                                  | 마크 체카렐리, 라이언 크레이머                             | 2014년 9월 28일  | 2014년 11월 12일   | 1019-031  | 정보 없음              |
| 똥배 가방이 아픈 이유를 밝혀내기 위해 엉클 그랜파는 똥배 가방의 안으로 들어간다. |                                                                   |                                                            |                  |                    |           |                        |
| 33 | "이상한 휴가" "Vacation"                                          | Jon Vermilyea, 앤디 곤살베스                               | 2014년 9월 25일  | 2015년 5월 4일     | 추후 공개 | 1.62                   |
| 34 | "여자 엉클 그랜파" "Aunt Grandma"                                 | 데이비드 제밀, 마이크 칠리안                               | 2014년 10월 2일  | 2014년 11월 26일   | 1019-044  | 2.33                   |
| 35 | "외출 금지는 싫어!" "Grounded"                                    | Jon Vermilyea, 앤디 곤살베스                               | 2014년 10월 2일  | 2014년 12월 3일    | 추후 공개 | 2.33                   |
| 36 | "유령 캠핑카" "Haunted RV"                                        | 마크 체카렐리, 라이언 크레이머                             | 2014년 10월 28일 | 2015년 5월 5일     | 추후 공개 | 정보 없음              |
| 37 | "악플은 싫어" "Internet Troll"                                    | 앤디 곤살베스, 오디 해리슨                                 | 2014년 12월 1일  | 2015년 5월 11일    | 1019-041  | 1.59                   |
| 38 | "장난 사절!" "Not Funny"                                          | 데이비드 제밀, 마이크 칠리안                               | 2014년 12월 1일  | 2014년 11월 5일    | 추후 공개 | 1.59                   |
| 엉클 그랜파는 재클린이라는 소녀를 웃기기 위해 노력하지만, 그는 전혀 재미 없다고 말한다. 그런 그를 이상하게 여긴 엉클 그랜파는 재클린의 몸을 살펴보던 중 기생하고 있는 수많은 바이러스를 발견한다. 단편: "몸짱 그랜파"                                                                |                                                                   |                                                            |                  |                    |           |                        |
| 39 | "장난전화는 이제 그만!" "Prison Break"                            | 마이크 칠리안, 데이비드 제밀                               | 2015년 1월 15일  | 2015년 5월 18일    | 추후 공개 | 1.47                   |
| 피자 스티브와 미스터 거스가 은하계에서 사는 자에게 장난전화를 걸다가 우주로 연행되어 은하계의 심판을 받아 감옥에 갇히고, 거기서 탈출하기 위해 서로가 힘을 합친다. 단편: "캠핑카 확인"                                                                                                |                                                                   |                                                            |                  |                    |           |                        |
| 40 | "에스컬레이터의 비극" "Escalator"                                 | 앤디 곤살베스, 케이시 알렉산더                             | 2014년 12월 3일  | 2015년 5월 19일    | 추후 공개 | 1.56                   |
| 4142 | "크리스마스 특집" "Christmas Special"                             | 마이크 칠리안, 라이언 크래머                               | 2014년 12월 4일  | 2015년 12월 24일   | 추후 공개 | 1.55                   |
| 43 | "특별한 강아지" "Dog Day"                                         | 데이비드 제밀, 케이시 알렉산더                             | 2014년 12월 5일  | 2015년 5월 25일    | 1019-048  | 1.53                   |
| 44 | "호순이와 생쥐" "Tiger and Mouse"                                 | 마크 체카렐리, 라이언 크레이머                             | 2014년 12월 5일  | 2015년 5월 26일    | 추후 공개 | 1.53                   |
| 45 | "피자 스티브의 일기" "Pizza Steve's Diary"                        | 앤디 곤살베스, 라이언 크레이머                             | 2015년 1월 8일   | 2015년 6월 8일     | 추후 공개 | 1.97                   |
| 피자 스티브는 그의 일기장을 피터팬으로 착각하고 읽으려 하는 미스터 거스로부터 일기장을 되찾기 위해 온갖 방해 공작을 편다. 단편: "다람쥐 스웨터" |                                                                   |                                                            |                  |                    |           |                        |
| 46 | "이상한 농구 대결" "Ballin'"                                      | 마이크 칠리안, 데이비드 제밀                               | 2015년 1월 15일  | 2014년 12월 9일    | 추후 공개 | 1.50                   |
| 주차 위반 과태료 납부를 위해 캠핑카를 타고 법원으로 가던 엉클 그랜파는 법원 옆의 농구장을 들이받고, 캠핑카를 가지려는 패거리와 농구 대결을 한다. 단편: "스마일 주스" |                                                                   |                                                            |                  |                    |           |                        |
| 47 | "로봇 보이의 위기" "Big Trouble for Tiny Miracle"                 | 케이시 알렉산더                                            | 2015년 1월 22일  | 2015년 6월 08      | 추후 공개 | 1.90                   |
| 48 | "새로운 전학생" "New Kid"                                         | 라이언 크레이머, 마크 체카렐리                             | 2015년 1월 29일  | 2015년 6월 9일     | 추후 공개 | 1.59                   |
| 학교에서 새로 온 전학생이 친구들과의 대화에 어려움을 겪자 엉클 그랜파는 전학생의 머리카락을 길러 준다. 단편: "엉클 그랜파와 함께 하는 그림 교실" |                                                                   |                                                            |                  |                    |           |                        |
| 49 | "엉클 좀비" "Uncle Zombie"                                        | 데이비드 제밀, 라이언 크레이머                             | 2015년 2월 5일   | 2015년 6월 15일    | 추후 공개 | 1.90                   |
| 50 | "원시인 엉클 그랜파" "Uncle Caveman"                              | 마이크 칠리안, 케이시 알렉산더, 데이비드 제밀, 케니 피텐저 | 2015년 2월 12일  | 추후 공개          | 추후 공개 | 1.66                   |
| 배고픈 원시인들을 위해 음식 재료를 찾던 원시인 엉클 그랜파에게 미스터 거스는 자신을 재료로 쓰지 말라고 설득한다. |                                                                   |                                                            |                  |                    |           |                        |
| 51 | "수상한 운세" "Misfortune Cookie"                                 | 마크 체카렐리, 라이언 크레이머                             | 2015년 2월 19일  | 2015년 6월 16일    | 추후 공개 | 1.80                   |
| 52 | "쓰레기의 공격" "Wasteland"                                       | 닉 에드워즈                                                | 2015년 2월 26일  | 2015년 10월 5일    | 추후 공개 | 1.81                   |
| 게을러진 엉클 그랜파가 쓰레기 내다 버리기를 잊어버리자 캠핑카는 넘쳐 흐른 쓰레기로 뒤덮인다. 그는 쓰레기를 처리하고 캠핑카 안의 친구들을 찾아야 한다. 단편: "천생연분 플러스" |                                                                   |                                                            |                  |                    |           |                        |

### 시즌 2
| 전체 번호 | 시즌 번호 | 제목                                                  | 각본 및 스토리보드                              | 스토리                                                                    | 본 방송 날짜     | 대한민국 방송 날짜 | 미국 시청자 수 (100만) |
| --- | --------- | ----------------------------------------------------- | ----------------------------------------------- | ------------------------------------------------------------------------- | ---------------- | ------------------ | ---------------------- |
| 53 | 1         | "오리 입술" "Duck Lips"                               | 데이비드 제밀, 케니 피텐저                      | 켈시 애보트, 톰 커프만, Pete Browngardt, 오디 해리슨, 케이시 알렉산더     | 2015년 3월 5일   | 2015년 10월 19일   | 1.63                   |
| 55 | 3         | "새로운 몸을 찾아서" "Body Trouble"                   | 마이크 칠리안, 마크 세커렐리                    | 데이브 테넌트, Pete Browngardt, 오디 해리슨, 케이시 알렉산더              | 2015년 3월 19일  | 2015년 6월 22일    | 1.44                   |
| 56 | 4         | "샤워 파티" "Shower Party"                            | 앤디 곤살베스, 제이슨 라이커                    | 켈시 애보트, 톰 커프만, Pete Browngardt, 오디 해리슨, 케이시 알렉산더     | 2015년 3월 26일  | 2015년 10월 26일   | 1.28                   |
| 59 | 7         | "엉클 그랜파의 팬" "The Fan"                          | 마크 세커렐리, 라이언 크래머                    | 켈시 애보트, 톰 커프만, Pete Browngardt, 오디 해리슨, 케이시 알렉산더     | 2015년 5월 6일   | 2015년 6월 23일    | 1.14                   |
| 60 | 8         | "수상한 상자" "The Package"                           | 마크 세커렐리, 라이언 크래머                    | 켈시 애보트, 톰 커프만, Pete Browngardt, 오디 해리슨, 케이시 알렉산더     | 2015년 5월 7일   | 2015년 10월 20일   | 1.23                   |
| 61 | 9         | "말하는 나무" "Are You Talking to Tree?"              | 데이비드 제밀, 케니 피텐저                      | 켈시 애보트, 톰 커프만, Pete Browngardt, 오디 해리슨, 케이시 알렉산더     | 2015년 5월 8일   | 2015년 10월 27일   | 1.15                   |
| 피자 스티브와 미스터 거스는 나무가 말을 한다는 엉클 그랜파의 주장을 믿지 않고, 이후 나무 안에 도둑이 있었음을 알게 된다.                                      |           |                                                       |                                                 |                                                                           |                  |                    |                        |
| 62 | 10        | "어른이 될래요" "Older"                               | 마크 체카렐리                                   | 켈시 애보트, 톰 커프만, Pete Browngardt, 오디 해리슨, 케이시 알렉산더     | 2015년 5월 14일  | 2016년 3월 1일     | 정보 없음              |
| 63 | 11        | "Guest Directed Shorts"                               | M. 워텔라, 펜들턴 워드, 맥스 윈스턴             | (크레디트되지 않음)                                                       | 2015년 5월 21일  | 2015년             | 정보 없음              |
| 64 | 12        | "백 달러짜리 거스" "Hundred Dollar Gus"               | 잭 고먼                                         | 켈시 애보트, 톰 커프만, Pete Browngardt, 오디 해리슨, 케이시 알렉산더     | 2015년 6월 8일   | 2015년 10월 6일    | 1.57                   |
| 백 달러자리 지폐를 갖기 위해 피자 스티브는 엉클 그랜파에게 그 지폐가 미스터 거스라고 속이지만 엉클 그랜파의 의심을 피하기 위해 애를 쓴다. 단편: "쿵푸 거북이" |           |                                                       |                                                 |                                                                           |                  |                    |                        |
| 65 | 13        | "괴짜 배지" "Weird Badge"                             | 앤디 곤살베스, 제이슨 라이커                    | 켈시 애보트, Pete Browngardt, 오디 해리슨, 케이시 알렉산더                | 2015년 6월 9일   | 2016년 3월 15일    | 정보 없음              |
| 66 | 14        | "The Great Spaghetti Western"                         | 앤디 곤살베스, 제이슨 라이커                    | 켈시 애보트, 제이슨 라이커, Pete Browngardt, 오디 해리슨, 케이시 알렉산더 | 2015년 7월 10일  | 추후 공개          | 정보 없음              |
| 67 | 15        | "Pal.0"                                               | 닉 에드워즈, 마이크 칠리안                      | 켈시 애보트, Pete Browngardt, 오디 해리슨, 케이시 알렉산더                | 2015년 7월 11일  | 추후 공개          | 정보 없음              |
| 68 | 16        | "극장에 간 엉클 그랜파" "Uncle Grandpa at the Movies" | 케니 피텐저, 데이비드 제밀                      | 켈시 애보트, Pete Browngardt, 오디 해리슨, 케이시 알렉산더                | 2015년 6월 12일  | 2016년 3월 21일    | 정보 없음              |
| 69 | 17        | "엉덩이 가방" "Bottom Bag"                            | 라이언 크레이머, 마크 체카렐리                  | 켈시 애보트, 웨이드 랜돌프, Pete Browngardt, 오디 해리슨, 케이시 알렉산더 | 2015년 8월 6일   | 2016년 3월 22일    | 정보 없음              |
| 70 | 18        | "위험한 수박" "Watermelon Gag"                        | 주스 서베스                                     | 켈시 애보트, 웨이드 랜돌프, Pete Browngardt, 오디 해리슨, 케이시 알렉산더 | 2015년 8월 13일  | 2016년 3월 28일    | 정보 없음              |
| 71 | 19        | "엉클 그랜파 베이비" "Uncle Grandpa Babies"           | 제이슨 라이커, 앤디 곤살베스                    | 켈시 애보트, 웨이드 랜돌프, 오디 해리슨, 케이시 알렉산더                  | 2015년 8월 20일  | 2016년 4월 5일     | 정보 없음              |
| 72 | 20        | "버드맨" "Birdman"                                    | 마이크 칠리안, 닉 에드워즈                      | 켈시 애보트, Pete Browngardt, 오디 해리슨, 케이시 알렉산더                | 2015년 8월 27일  | 2016년 3월 29일    | 정보 없음              |
| 7374 | 2122      | "엉클 그랜파의 변신" "Uncle Grandpa Retires"          | 마크 체카렐리, 라이언 크레이머, 케이시 알렉산더 | 켈시 애보트, 웨이드 랜돌프, Pete Browngardt, 오디 해리슨, 케이시 알렉산더 | 2015년 9월 3일   | 2016년 5월 5일     | 정보 없음              |
| 75 | 23        | "늑대가 된 똥배 가방" "Fool Moon"                     | 제이슨 라이커, 앤디 곤살베스                    | 켈시 애보트, 웨이드 랜돌프, Pete Browngardt, 오디 해리슨, 케이시 알렉산더 | 2015년 10월 26일 | 2016년 4월 4일     | 정보 없음              |
| 76 | 24        | "Secret Santa"                                        | 마크 체카렐리, 라이언 크레이머                  | 켈시 애보트, 웨이드 랜돌프, Pete Browngardt, 오디 해리슨, 케이시 알렉산더 | 2015년 12월 3일  | 추후 공개          | 정보 없음              |
| 77 | 25        | "나초 치즈" "Nacho Cheese"                            | 케니 피텐저, 데이비드 제밀                      | 켈시 애보트, 웨이드 랜돌프, Pete Browngardt, 오디 해리슨, 케이시 알렉산더 | 2015년 12월 14일 | 2016년 8월 1일     | 정보 없음              |
| 78 | 26        | "수염 나무" "Mustache Tree"                           | 라이언 크레이머, 마크 체카렐리                  | 켈시 애보트, 웨이드 랜돌프, Pete Browngardt, 오디 해리슨, 케이시 알렉산더 | 2015년 12월 15일 | 2016년 8월 2일     | 정보 없음              |

### 시즌 4
| 전체 번호 | 시즌 번호 | 제목                                              | 각본 및 스토리보드           | 스토리                                        | 본 방송 날짜    | 대한민국 방송 날짜 | 미국 시청자 수 (100만) |
| --------- | --------- | ------------------------------------------------- | ---------------------------- | --------------------------------------------- | --------------- | ------------------ | ---------------------- |
| 105       | 1         | "상상 속 친구" "Jerky Jasper"                     | 마이크 칠리안, 제우스 서바스 | 켈시 애보트, Pete Browngardt                  | 2016년 7월 1일  | 2017년 1월 3일     | 미상                   |
| 106       | 2         | "공룡의 날" "Dinosaur Day"                        | 앤디 곤살베스, 제이슨 라이커 | 앤디 곤살베스, 제이슨 라이커, Pete Browngardt | 2016년 7월 1일  | 2017년 1월 4일     | 미상                   |
| 108       | 4         | "엉클 그랜파, 밴드 결성!" "Uncle Melvins"         | 닉 에드워즈, 마이크 칠리안   | 켈시 애보트, Pete Browngardt                  | 2016년 8월 4일  | 2017년 1월 9일     | 1.32                   |
| 113       | 9         | "자전거 타기" "The Bike Ride"                     | 케니 피텐저, 데이비드 제밀   | 케니 피텐저, 데이비드 제밀, Pete Browngardt   | 2016년 12월 5일 | 2017년 1월 10일    | 0.59                   |
| 114       | 10        | "미스터 거스 이사하다" "Mr. Gus Moves Out"        | 크리스 앨리슨, 라이언 크래머 | 켈시 애보트, Pete Browngardt                  | 2016년 12월 5일 | 2017년 1월 11일    | 0.59                   |
| 115       | 11        | "딸꾹질 소동" "Hiccup Havok"                      | 제우스 서바스, 제이슨 라이커 | 켈시 애보트, Pete Browngardt                  | 2016년 12월 6일 | 2017년 1월 16일    | 0.66                   |
| 116       | 12        | "맥거핀을 찾아서!" "MacGuffin"                    | 제이슨 라이커, 앤디 곤살베스 | 앤디 곤살베스, 제이슨 라이커, Pete Browngardt | 2016년 12월 6일 | 2017년 1월 17일    | 0.66                   |
| 117       | 13        | "칭찬의 부작용" "Gone to His Head"                | 데이비드 제밀, 케니 피텐저   | 데이비드 제밀, 케니 피텐저, Pete Browngardt   | 2016년 12월 7일 | 2017년 1월 18일    | 0.70                   |
| 118       | 14        | "엉클 그랜파의 말총머리" "Pony Tale"              | 라이언 크래머, 크리스 앨리슨 | 라이언 크래머, 크리스 앨리슨, Pete Browngardt | 2016년 12월 7일 | 2017년 1월 23일    | 0.70                   |
| 119       | 15        | "화가 난 이빨 요정" "You Can't Handle the Tooth!" | 제우스 서바스, 라이언 조아스 | 켈시 애보트, Pete Browngardt, 오디 해리슨     | 2016년 12월 8일 | 2017년 1월 24일    | 0.72                   |
| 120       | 16        | "거스를 위한 선물" "A Gift for Gus"               | 마이크 칠리안, 닉 에드워즈   | 켈시 애보트, Pete Browngardt, 오디 해리슨     | 2016년 12월 8일 | 2017년 1월 25일    | 0.72                   |
| 121       | 17        | "엉클 그랜파 로봇" "Robo-UG"                      | 앤디 곤살베스, 제이슨 라이커 | 앤디 곤살베스, Pete Browngardt                | 2016년 12월 9일 | 2017년 1월 31일    | 0.70                   |
| 122       | 18        | "리틀 맥" "Lil' Mac"                              | 데이비드 제밀, 케니 피텐저   | 캘시 애보트, Pete Browngardt, 오디 해리슨     | 2016년 12월 9일 | 2017년 2월 1일     | 0.70                   |

### 특집
| 제목        | 각본 및 스토리보드   | 스토리                                                     | 본 방송 날짜   | 제작 번호     | 미국 시청자 수 (100만) |
| ----------- | -------------------- | ---------------------------------------------------------- | -------------- | ------------- | ---------------------- |
| "Say Uncle" | 조 존스톤, 제프 리우 | 매트 버넷, 벤 레빈, 레베카 슈거, 이안 존스-쿼티, 캣 모리스 | 2015년 4월 2일 | 1031-056 (SU) | 1.93                   |